# Одолеем Бармалея!
«Одолеем Бармалея!» — сказка в стихах К. И. Чуковского, последняя из цикла стихотворных и прозаических произведений о добром докторе Айболите и злом разбойнике Бармалее. Также в сказке появляется герой самой ранней сказки Чуковского — доблестный Ваня Васильчиков. Сказка «Одолеем Бармалея!» была написана в первой половине 1942 года, в самое драматичное для Советского Союза время Великой Отечественной войны, что, вместе с чередой личных драм автора, наложило отпечаток на созданное им произведение. К моменту создания сказка, большая часть которой представляет военную хронику противостояния «маленькой страны Айболитии» и «звериного царства Свирепии», переполненная шокирующими сценами насилия и мотивами безжалостной мести врагу, была созвучна запросам читателей, критиков и руководства страны.

## История создания и публикации
Согласно дневнику Корнея Чуковского, работу над этой сказкой он начал 1 февраля 1942 года:727. Корней Иванович в это время находился в эвакуации, в Ташкенте, вместе со старшей дочерью и двумя внуками — Люшей и Женей:714—716. В Ташкенте Чуковский много болел, бедствовал:716,720, тяготился жизнью в солнечном и относительно благополучном городе, куда из Москвы и Ленинграда постоянно доходили печальные вести о гибели его друзей, знакомых, коллег:718. Чуковского не отпускала тревога за двух его сыновей, судьба которых (а также их семей) была неизвестна.
Чувствуя потребность хоть как-то поучаствовать в борьбе с врагом, Чуковский задумал написать новую сказку в стихах — к этому жанру он не обращался уже много лет. С одной стороны, Корней Иванович к этому времени основательно увлёкся сочинительством для взрослых, с другой — полагал для себя жанр сказки исчерпанным и не хотел, по собственному признанию, «перепевать самого себя». И тем не менее «пришлось», как он сам пишет, взяться за «военную сказку». Вероятно, одним из главных источников такой потребности стала работа Корнея Ивановича в Ташкенте, в Республиканской комиссии помощи эвакуированным детям, в ходе которой он ежедневно встречался с детьми и подростками, судьбы которых разрушила война.:727—728
Работа шла трудно и неравномерно, моменты творческого подъёма и вдохновения сменялись длительными простоями, когда не получалось написать ни единой строки:727:

Ночь. Совершенно не сплю. Пишу новую сказку… Сперва совсем не писалось… Но в ночь с 1-е на 2-е марта — писал прямо на бело десятки строк — как сомнамбула. Никогда со мной этого не бывало. Я писал стихами скорей, чем обычно пишу прозой; перо еле поспевало за мыслями. А теперь застопорилось.
— К. И. Чуковский. 3 марта 1942 г.
Этой весной Корней Чуковский переживал и личную драму: один его сын — Боба — пропал без вести, другой — Николай, — раненый и бездомный, находился в блокадном Ленинграде. Кроме того, Корней Иванович беспокоился о своей даче в Переделкино, которую ему пришлось оставить: там среди прочего находилась его библиотека, собранная им за всю жизнь. «И с такими картами на руках я должен писать веселую победную сказку», — жаловался Чуковский в своём дневнике.:727

Полчища зверей во главе с Бармалеем окружают дом Айболита (худ. Виктор Басов, 1943)

Однако впоследствии пафос текста был сильно смещён. Чуковский поставил своей задачей не просто вселить в маленьких читателей уверенность в неизбежной победе, не только утешить их, но сделать сказку дидактичной, вскрыть на «детском языке» саму суть фашизма, разъяснить идеологические и нравственные основы противостояния этому злу.

Мне хотелось бы внушить даже маленьким детям, что в этой Священной войне бой идет за высокие ценности мировой культуры, гуманизма, демократизма, социальной свободы, что этими идеалами вполне оправданы огромные жертвы, которые приносят свободолюбивые страны для сокрушения гитлеровщины. О нравственной борьбе с осатанелым фашизмом мы слишком мало говорим нашим детям… Идейные цели войны слишком часто ускользают от них. Чтобы рельефнее представить эти цели, я и вывел знакомого им Айболита, который издавна является в их глазах воплощением доброты, самоотверженности, верности долгу и мужества, и противопоставил ему разрушительную и подлую силу фашизма.
— К. И. Чуковский. 1942 г.
Персонификацией «подлой силы фашизма» вполне закономерно стал постоянный и заклятый «оппонент» Айболита — злой разбойник, пират и людоед Бармалей. Противостояние этих сторон, каждой из которых Чуковский дал в усиление по целому звериному воинству, вооружённому самыми современными образцами боевой техники, и составляет ядро сказки. Войско Айболита несёт тяжёлые потери и вынужденно отступает под натиском полчищ кровожадных зверей Бармалея, но тут на помощь приходит доблестный Ваня Васильчиков, чуть ли не в одиночку расправляется с убийцей и его прихвостнями, спасает «маленькую страну Айболитию», над пленённым Бармалеем вершится скорый и суровый суд, и всё действие заканчивается весёлым праздником, угощениями, танцами.
В процессе создания сказки Чуковский неоднократно читал её в Ташкенте детям и подросткам, а также взрослым. Среди последних были и члены Союза писателей Узбекистана, и всесоюзно знаменитые Анна Ахматова и А. Н. Толстой, как и Чуковский, находившиеся в эвакуации. Сказка, в авторском исполнении, стала литературной сенсацией Ташкента: «все понимающие люди… говорят что это будет лучшая моя сказка», «сказка имеет необыкновенный успех (в моем чтении) в частях Красной Армии» — пишет Корней Иванович сыну Николаю. А Самуилу Маршаку автор прямо сообщает: «Я написал лучшую свою сказку».
В мае 1942 года чтение происходило в Ташкентском доме пионеров, и одним из слушателей был четырнадцатилетний Валентин Берестов, будущий известный детский писатель. Валя Берестов не впервые видел Чуковского и отметил в нём разительную перемену: если перед новым годом это был усталый и скорбный человек, то теперь в читальню вошёл, на ходу любезничая с библиотекаршами, «веселый гигант в белой рубахе, с канцелярской папкой под мышкой, беловолосый, розоволицый, большеносый, громогласный». Берестов отметил, что у сказки «легкий, радостный финал», однако при этом назвал её «длинной, даже громоздкой». Эта оценка со стороны литературно одарённого подростка предвосхитила трудную и печальную судьбу произведения.
После чтения, имевшего большой успех, Чуковский предложил юным слушателям придумать название для сказки. Такой прием «соавторства» Чуковский использовал регулярно: когда сказка была впервые полностью напечатана, в публикации были использованы названия глав, предложенные автору детьми.

## Текст и сюжет сказки

Доблестный Ваня Васильчиков (худ. Виктор Басов, 1943)

Полный и окончательный авторский текст сказки разделён на девять частей и снабжён кратким предисловием автора.
Начало сказки — стихотворение «Айболит и воробей». Лягушка, ёж и светлячок приводят к Айболиту укушенного змеёй воробья. Айболит спасает его, и воробей обещает помогать доктору.
Затем к Айболиту приходят злые звери, но Айболит отказывается их лечить. Тогда те во главе с Бармалеем объявляют Айболиту войну. Описываются злодеяния приспешников Бармалея и храбрость помощников Айболита — спасённый воробей возглавляет атаку журавлей на самолёт бегемота, убивающего мирных жителей. А некогда служившие Бармалею моржи оказались добрыми зверями и все перешли на сторону Айболита.
Чувствуя, что ему не победить, Бармалей посылает в стан врага шпионку-лису, и та узнаёт, где Айболит спрятал боеприпасы. Наградив лису, Бармалей отправляет своих приспешников на перехват. Тем временем у Айболита заканчиваются снаряды.
Несмотря на храбрость добрых зверей, слугам Бармалея всё же удаётся перехватить боеприпасы. Бармалей торжествует победу, но тут на самолёте прилетает Ваня Васильчиков и спасает всех.
Отрицательным персонажам, в отличие от более ранних сказок, пощады ожидать не приходится. Ваня Васильчиков собственноручно убивает акулу Каракулу: «И всадил он Каракуле между глаз четыре пули» и закалывает лисицу штыком. Бармалея берут в плен, он просит о пощаде, но ему вынесен приговор: «Ненавистного пирата расстрелять из автомата немедленно!», после чего «приговор был приведён в исполнение».
Из тела убитого Бармалея хлещет зловонный яд, от которого гибнут другие злые животные. В скобках Чуковский прибавляет: «А добрые звери спаслись от заразы: спасли их чудесные противогазы».
В финале «Одолеем Бармалея!» — излюбленная Чуковским и выступающая также в других его сказках картина радости: «Рады, рады, рады белые берёзы, и на них от радости расцветают розы…» Начиная с 1956 года, отказавшись от идеи переиздания сказки полностью, Чуковский перепечатывал этот отрывок как отдельное стихотворение «Радость».

## Судьба сказки
Энтузиазм литературного Ташкента по поводу новой сказки Чуковского был всеобщим, с ним диссонировала первая и пока единственная отрицательная рецензия маститого критика Корнелия Зелинского, который усмотрел в новом произведении Чуковского «ложные обертоны и ненужные ассоциации», неуместную пародийность на сводки Совинформбюро и коробящий, когда речь заходит об ужасах войны, плясовой ритм. Однако на эту рецензию никто не обратил внимания. В начале лета Чуковский передал сказку для публикации в Ташкентское отделение издательства «Советский писатель». 9 августа 1942 года отрывки из сказки были напечатаны в «Правде Востока», а вслед за этим состоялась и первая полная публикация — в «Пионерской правде», в шести номерах за август-сентябрь.
Сказка появилась в разгар Сталинградской битвы, как нельзя кстати. Страна была измождена военными неудачами, моральный дух граждан был подавлен: провал наступления под Харьковом, падение Севастополя, угроза, нависшая над Поволжьем и Северным Кавказом. Сказка имела большой успех, в редакцию «Пионерской правды» поступали благодарственные письма со всех концов страны. Журнал «Огонёк» вставил эту «превосходную вещь» в план публикации, директор Гослитиздата П. И. Чагин собирался включить отрывок из сказки в антологию советской поэзии к 25-летию Октябрьской революции. Внеся некоторые исправления в текст, Чуковский передал его на рассмотрение в Детгиз, а также получил одобрение от Главы Союза писателей А. А. Фадеева и начальника УПА ЦК ВКП(б) Г. Ф. Александрова.
В 1943 году сказка вышла отдельными изданиями в Ереване, в Ташкенте и Пензе.
В 1943 году сказка была включена в антологию советской поэзии, но была вычеркнута оттуда лично И.Сталиным. 1 марта 1944 года в «Правде» появилась большая статья директора Объединения государственных издательств (ОГИЗ) и Института философии АН СССР П.Юдина под названием «Пошлая и вредная стряпня К.Чуковского». В ней было сказано: «К. Чуковский перенёс в мир зверей социальные явления, наделив зверей политическими идеями „свободы“ и „рабства“, разделил их на кровопивцев, тунеядцев и мирных тружеников. Понятно, что ничего, кроме пошлости и чепухи, у Чуковского из этой затеи не могло получиться, причем чепуха эта получилась политически вредная». После этого был созван специальный президиум Союза писателей, на котором сказку подвергли уничтожающей критике. Выступали А. Фадеев (с большим докладом), П. Юдин, Л. Сейфуллина, А. Барто, В. Финк, Н. Тихонов, В. Катаев («Ваша сказка — дрянь!») — все «с удивительным единодушием говорили о двоедушии Чуковского». В результате сказка была убрана из верстки готовившегося сборника К. Чуковского «Чудо-дерево» (Л., 1944) и никогда не переиздавалась до 2001 г. Однако два отрывка из неё, а именно «Часть первую» и «Часть девятую», Чуковский позже включал в свои сборники под названием «Айболит и воробей» и «Радость».